# Glycomycetales
Glycomycetales es un orden de Actinomycetes.
- Datos: Q5881522
- Especies: Glycomycineae